# Palmarés (programa de TV)
Palmarés fue un programa de televisión, dirigido por Enrique Martí Maqueda y emitido por TVE en la noche de los sábados durante la segunda mitad del año 1976. El coste medio de la producción ascendió a 1.500.000 pesetas por programa.

## Formato
El programa ocupaba el hueco dejado en la programación por el espacio Directísimo, de José María Íñigo, en una franja horaria, la noche de los sábados, de especial importancia para los programadores de la entonces única cadena de televisión en España.
El programa contaba con dos partes claramente diferenciadas: En la primera se emitían espacios premiados en festivales de televisión (como el clásico Historias de la frivolidad) y en la segunda respondía al esquema del clásico programa musical y de variedades; el espacio contaba con el acompañamiento musical del compositor Alfonso Santiesteban.
Supuso una cierta renovación en la manera de abordar este tipo de programas en la televisión pública española. El comienzo de sus emisiones se produjo pocos meses después del fallecimiento del dictador Francisco Franco, coincidiendo con una moderada relajación en los hábitos de la censura que fue, hasta ese momento, implacable en cuestiones morales tanto en cine como en televisión.
Coincidió, además, con el fenómeno del destape en el cine español de la época. El realizador supo jugar con esos elementos para ofrecer un producto que combinaba los esquemas clásicos de un programa de variedades, explotando sin tapujos el erotismo de las dos presentadoras que sucesivamente estuvieron al frente del programa.

## Presentación
Desde su estreno hasta septiembre de 1976 y durante trece emisiones, el programa fue presentado por Bárbara Rey, que supo aprovechar la enorme popularidad que le proporcionó el programa para relanzar su carrera cinematográfica muy enfocada, en aquel momento, al conocido como género del destape.
Fue sustituida por la actriz Pilar Velázquez, que se mantuvo al frente del programa hasta su cancelación final.
Cada semana la presentadora estaba acompañada por un presentador emblemático en la historia de TVE: Bobby Deglané, Joaquín Prat, Mario Beut, José Luis Uribarri, Raúl Matas...